# Architettura art nouveau

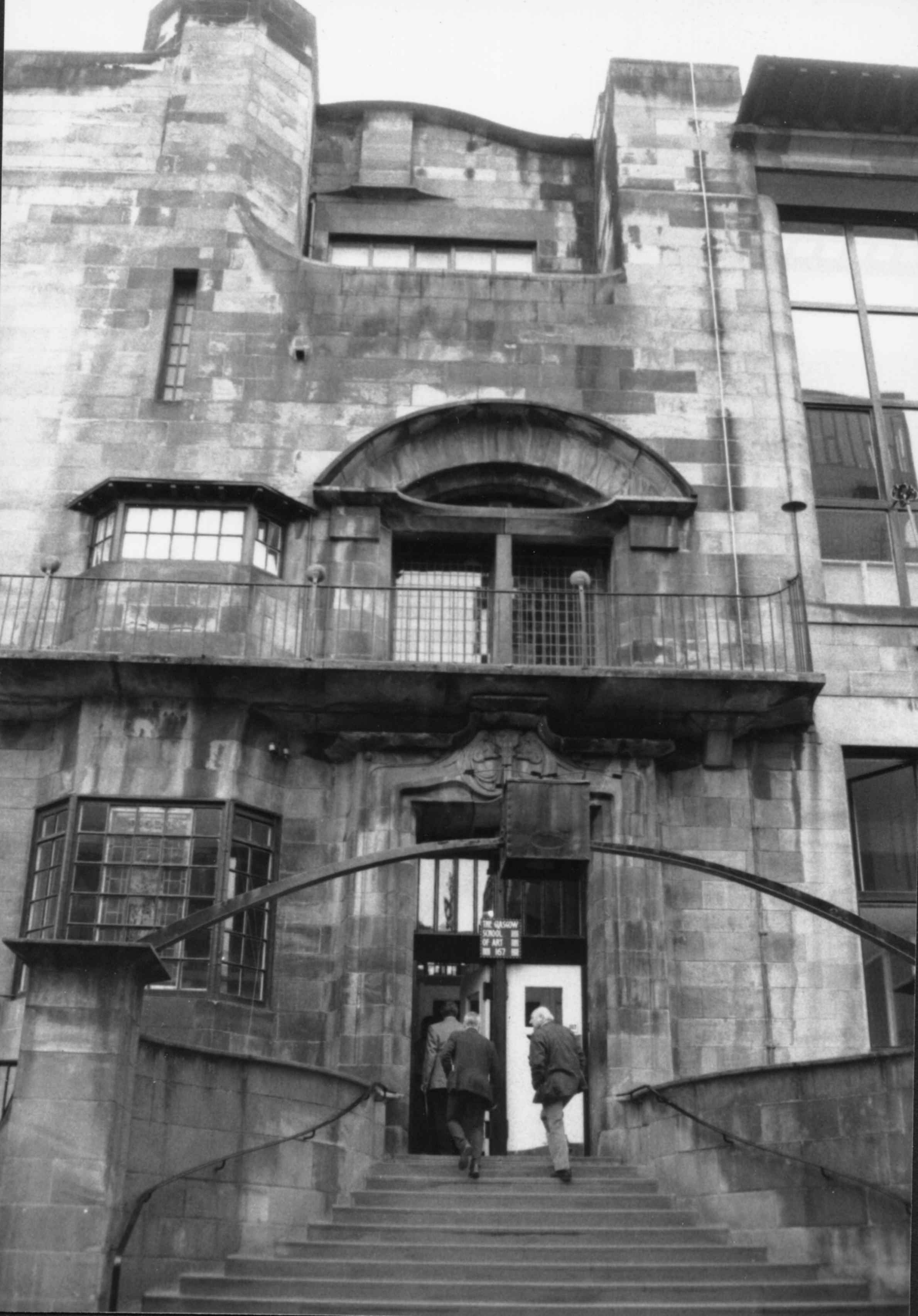
La Scuola d'Arte di Glasgow di Mackintosh, Glasgow, 1898-1909.

Si parla in maniera generale di architettura art nouveau in riferimento alla declinazione architettonica del movimento artistico noto come Art Nouveau, sorto in Europa negli ultimissimi anni dell'Ottocento, e, in riferimento ai diversi esiti nazionali: di architettura liberty in Italia; di architettura modernista in Spagna; e di architettura jugendstil in Germania, in Svizzera, e nell'Impero austro-ungarico. In quest'ultima area sfociò nell'architettura della Secessione. In questi anni, un numero consistente di architetti di tutto il mondo iniziò a sviluppare nuove soluzioni architettoniche per integrare tradizioni consolidate (come per esempio il romanico ed il gotico) a nuove possibilità tecnologiche create dagli sviluppi della rivoluzione industriale. I lavori di Louis Sullivan a Chicago, Victor Horta a Bruxelles, Henry van de Velde in Belgio, Antoni Gaudí a Barcellona, Otto Wagner e Joseph Maria Olbrich a Vienna e Charles Rennie Mackintosh a Glasgow, tra molti altri, possono essere considerati in questa dialettica tra vecchio e nuovo.
Già verso la fine del XIX secolo nascono in Europa tendenze architettoniche e artistiche, come Arts and Crafts in Inghilterra, che rompono i ponti con i criteri del passato, andando alla ricerca di forme nuove che rifiutano sia lo storicismo accademico che lo stile poco attraente dell'architettura industriale del XIX secolo, sviluppando invece nuovi concetti architettonici ispirati alla natura.

## L'Art Nouveau. Victor Horta
La maggioranza degli storici concorda sul fatto che il movimento europeo per il rinnovamento delle espressioni culturali sia nato in Belgio fra il 1892 e il 1894; questa affermazione è basata sulla realizzazione della Casa Tassel di Victor Horta e sulla casa di Paul Hankar a Bruxelles del 1893.
I maestri del movimento belga sono stati Horta e Paul Hankar per l'architettura, Henry van de Velde e Gustave Serrurier-Bovy per le arti applicate: 
(Henry van de Velde)

## Charles Rennie Mackintosh ed ilGlasgow Movement
Charles Rennie Mackintosh (Glasgow, 7 giugno 1868 – Londra, 10 dicembre 1928) è stato un architetto, designer e pittore scozzese. Esponente del cosiddetto Glasgow movement, fu l'esponente di maggior rilievo dell'Art Nouveau nel Regno Unito.

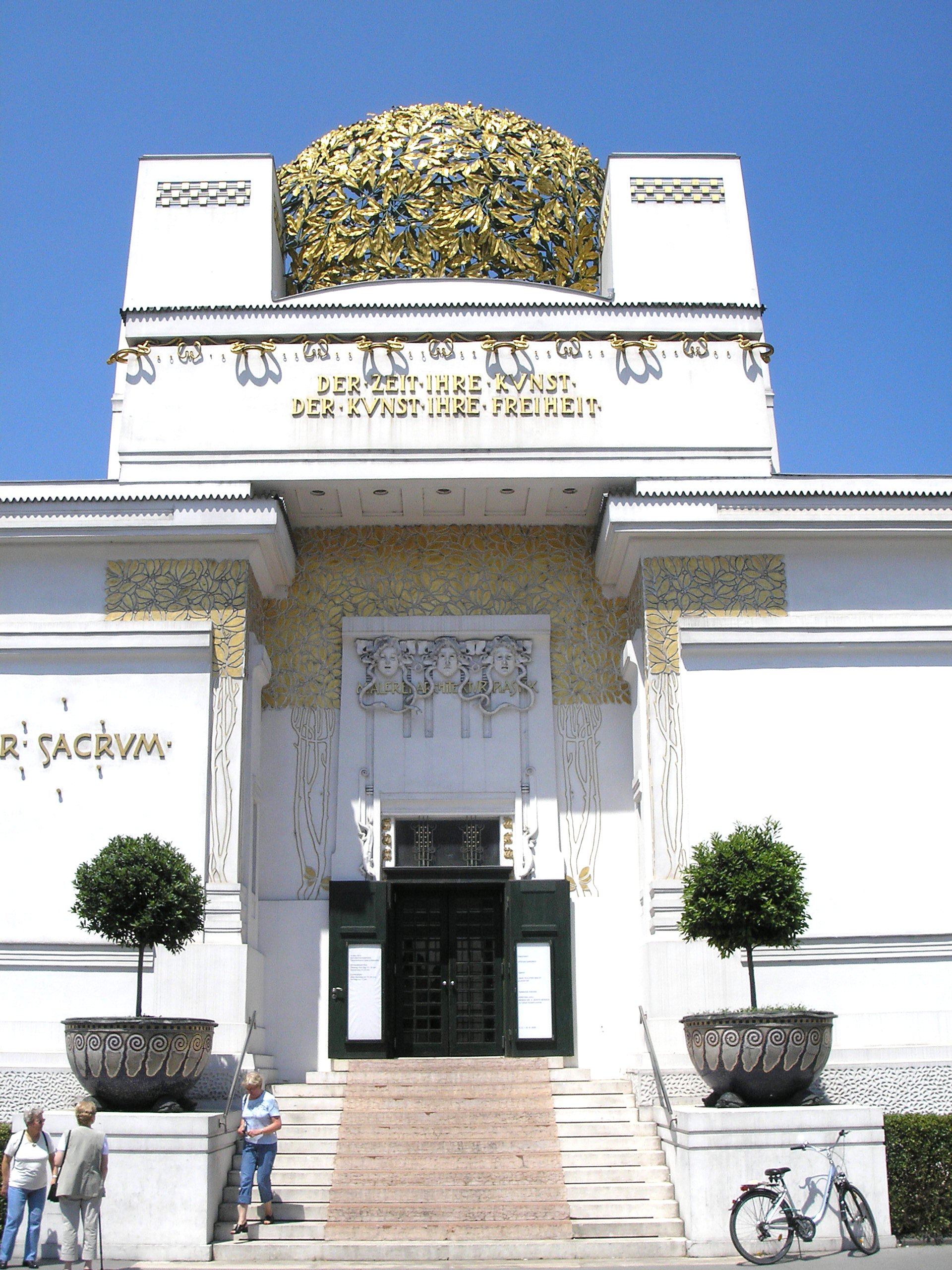
Il Palazzo della Secessione, Vienna, 1897.

## La Secessione viennese
La  Secessione viennese (in tedesco: Secessionstil) è riferita allo sviluppo di stili artistici, sviluppatisi fra la fine del XIX secolo e l'inizio del XX secolo, a Vienna in Austria.
L'ufficializzazione di questo movimento avvenne con la cosiddetta Wiener Secession (Secessione viennese), che consistette nella creazione di un'associazione di 19 artisti che si staccano dall'Accademia di Belle Arti per formare un gruppo autonomo. Nel 1898 a Vienna apparve la rivista secessionista Ver Sacrum (da cui la definizione del periodo come Primavera sacra). I principali fautori di questo movimento, in campo architettonico, furono Otto Wagner, il caposcuola, Josef Hoffmann e Joseph Maria Olbrich che progettò il palazzo della Secessione, opera manifesto del movimento.

## Lo Jugendstil
In Germania le espressioni artistiche dell'Art Nouveau presero il nome di Jugendstil dal nome di una rivista di Monaco (Jugend, "giovinezza") che contribuì a diffondere il nuovo linguaggio artistico, soprattutto nel campo della grafica e dell'arte applicata.
Il modernismo in Germania fu influenzato non solo dall'Art Nouveau franco-belga, ma anche dal movimento Arts and Crafts e dalla Secessione Viennese, tanto che il movimento a Monaco, in ambito più specificatamente artistico, fu chiamato Secession (Secessione di Monaco).
I centri di diffusione dello Jugendstil furono molti, oltre a Monaco dove furono attivi Hermann Obrist e altri artisti che portarono al massimo sviluppo le tendenze floreali e fitomorfe nella grafica e le arti applicate.
A Berlino operò prevalentemente l'architetto August Endell. A Darmstadt le realizzazioni architettoniche di maggior rilievo; infatti nel 1899 il granduca Ernesto Luigi d'Assia fondò una famosa colonia di artisti chiamandovi a lavorare Joseph Maria Olbrich e Peter Behrens.
Erede dello Jugenstil fu il Deutscher Werkbund, fondato a Monaco nel 1907.

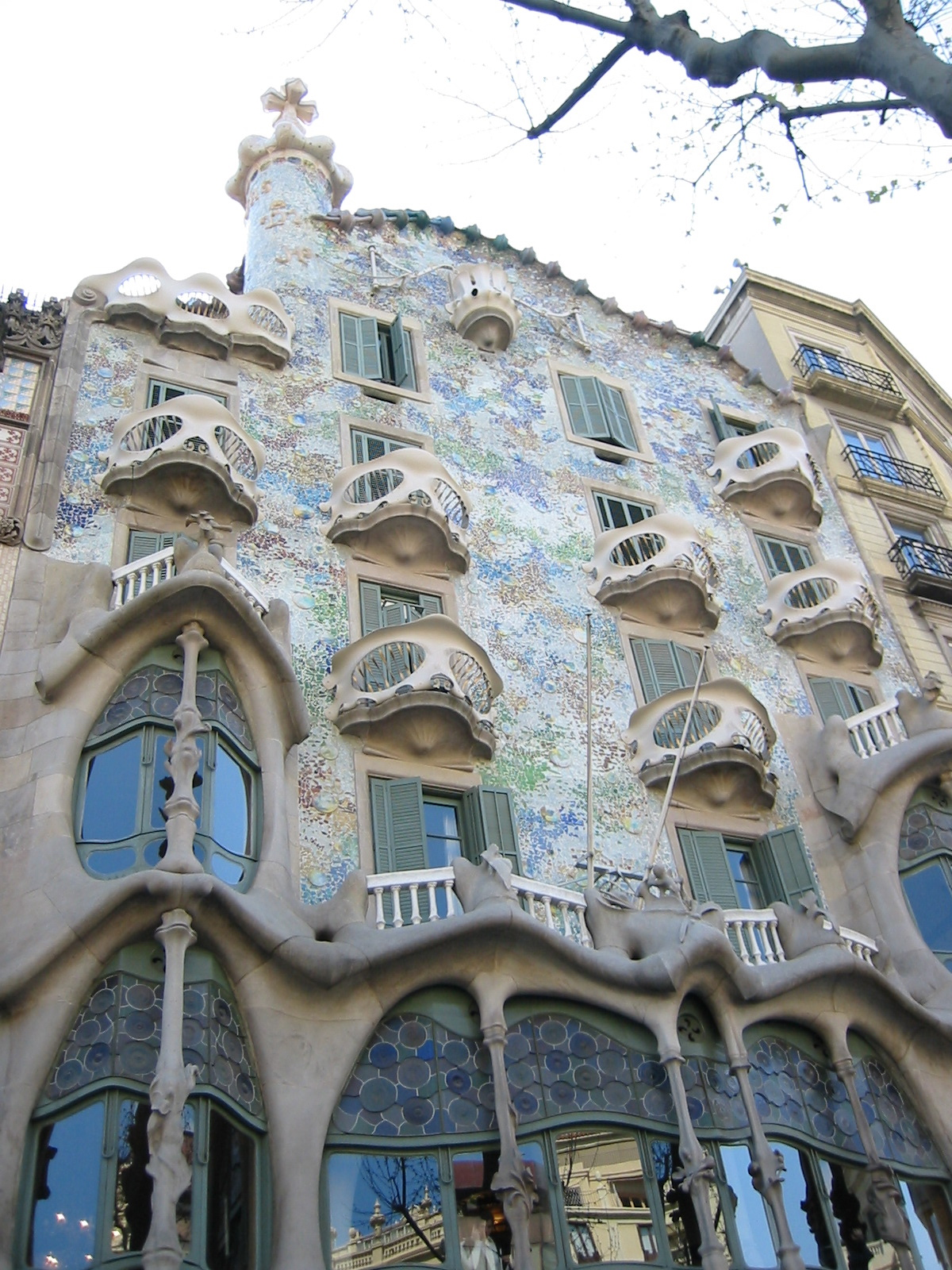
Casa Batlló di Antoni Gaudí, Barcellona, 1907.

## Il Modernismo catalano
La parola Modernisme (in lingua catalana) indica uno stile architettonico sviluppatosi a Barcellona, città spagnola della Catalogna, tra il 1880 e il 1930.
Lo sviluppo del modernismo è stato favorito in Catalogna dagli ambienti autonomisti e dall'impegno culturale della borghesia catalana, assai colta e sensibile dal punto di vista artistico.
Più di cento sono stati gli architetti artefici degli edifici modernisti catalani.
Tra essi spicca il genio di Antoni Gaudí e vanno ricordati Lluís Domènech i Montaner e Josep Puig i Cadafalch.

## Lo stile Liberty in Italia
In Italia, e particolarmente a Palermo e Torino, la nuova corrente si affermò inizialmente come «arte nuova» o, secondo il giornalista torinese Emilio Thovez, «arte floreale», questo nuovo stile stupì per essere così «fedelmente naturalistico e nella sostanza nettamente decorativo». A seguito delle edizioni dell'Esposizione internazionale d'arte decorativa moderna, Torino vide il crescente proliferare di questo nuovo stile in ambito prevalentemente architettonico, celebrando una sorta di «rinascimento delle arti decorative», avvalendosi di contributi dei maggiori autori dell'epoca come Raimondo D'Aronco, il torinese Pietro Fenoglio che si affermò per sua proficua attività di ingegnere e che fece del liberty torinese uno degli esempi più fulgidi e coerenti del variegato panorama architettonico italiano del tempo.
Ernesto Basile costruì a Palermo la prima architettura Liberty che comparì in Italia, ovvero il Villino Florio.

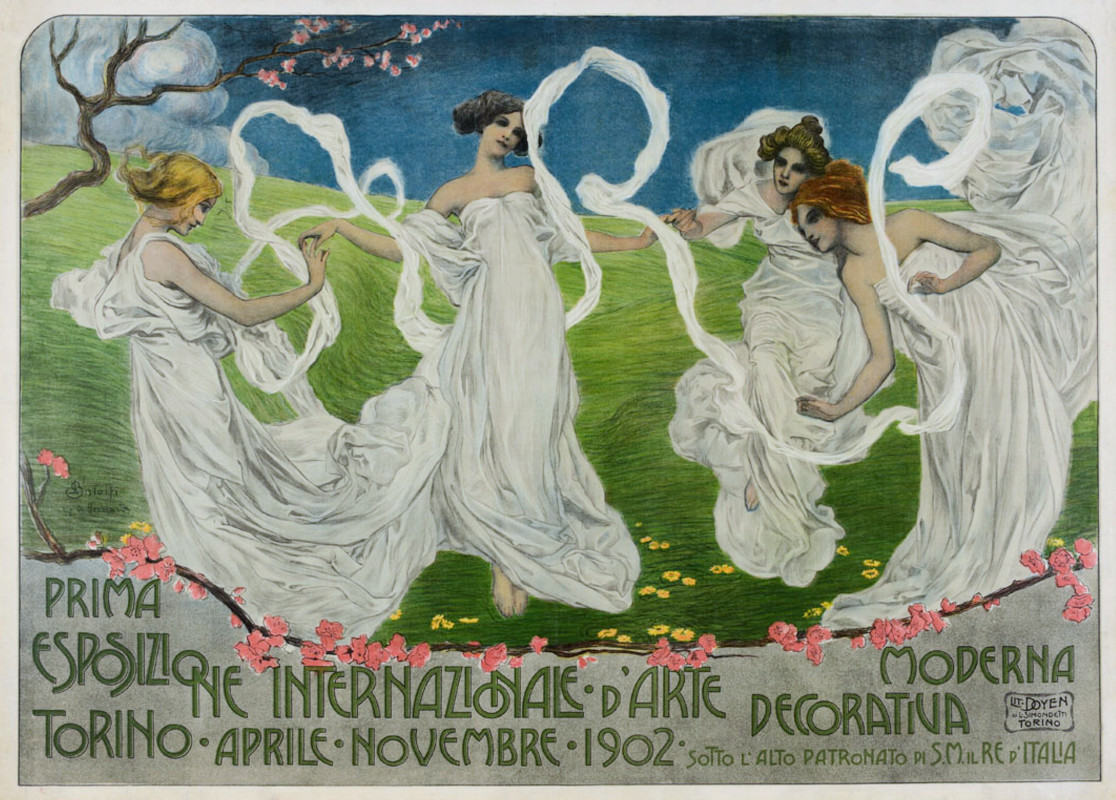
La locandina dell'Esposizione Internazionale d'Arte Decorativa Moderna del 1902 realizzata da Leonardo Bistolfi

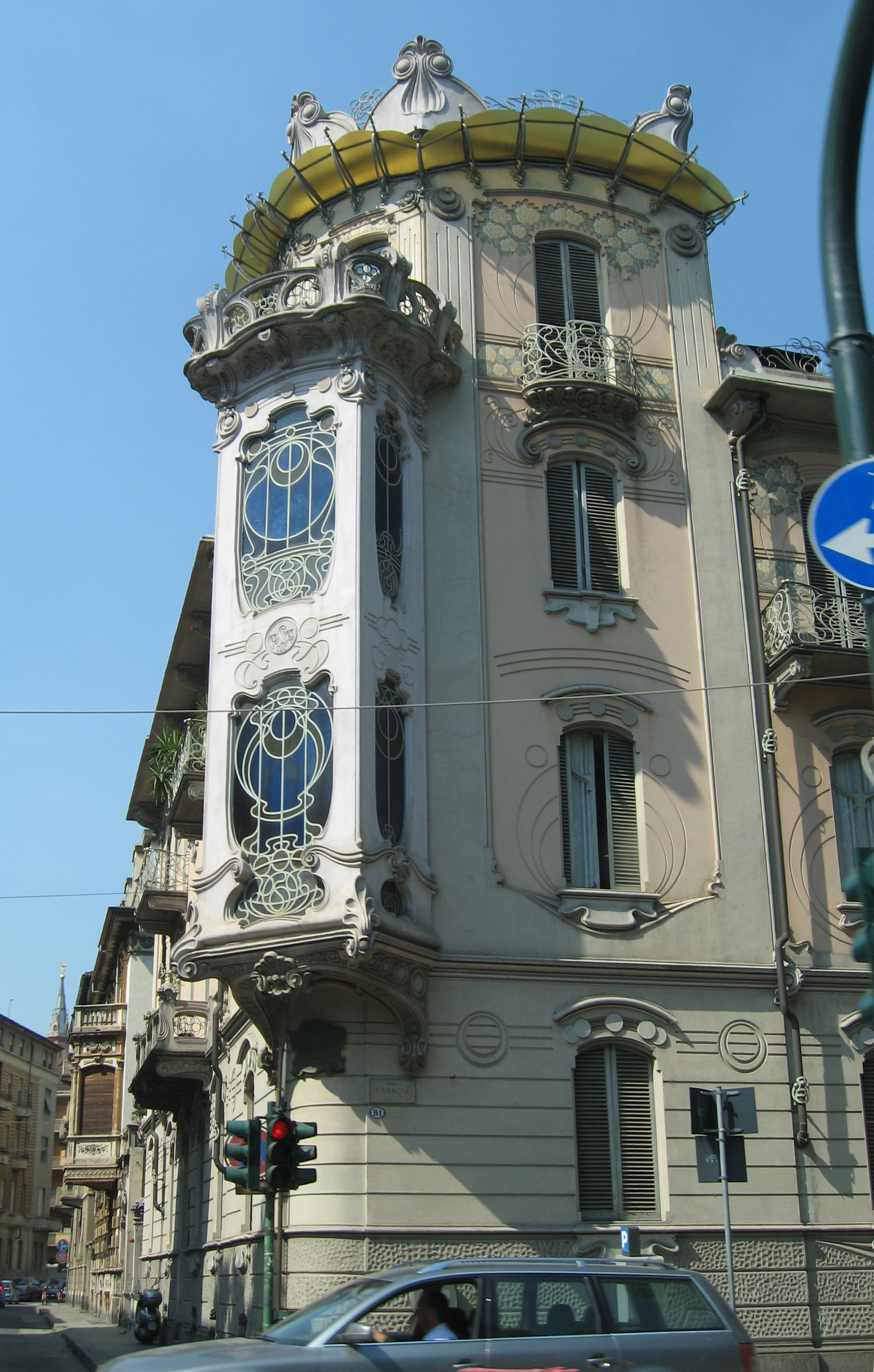
Casa Fenoglio-Lafleur a Torino, 1902.

Nel contesto nazionale questa nuova corrente, che in seguito assunse anche il nome di «stile floreale», non si consolidò mai in una vera e propria scuola italiana di riferimento, ma si affermò, seppur con un lieve ritardo rispetto ai maggiori paesi europei, vivendo il suo massimo splendore nei primissimi anni del Novecento. Nella sua prima decade, infatti, si può parlare di liberty, termine che infine si affermò più diffusamente nel complessivo e variegato panorama nazionale e derivante dai celebri magazzini londinesi di Arthur Lasenby Liberty.
Il liberty, dunque, trovò nell'architettura il suo maggior successo, lasciando ai posteri una delle testimonianze più durature.
Tuttavia la primordiale vocazione populistica del liberty andò scemando, l'ideale di un «socialismo della bellezza» andò evolvendosi in un ricco trionfo di motivi floreali, nervature filiformi, ardite decorazioni metalliche di chiara ispirazione fitomorfa ma divenne presto soltanto un privilegio delle classi sociali più abbienti.

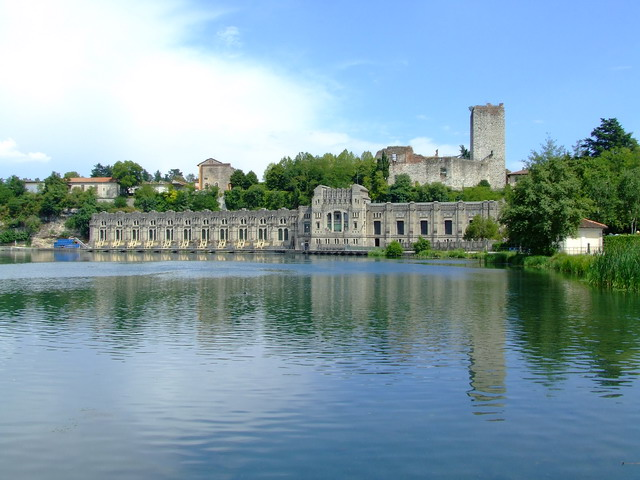
Centrale idroelettrica di Gaetano Moretti a Trezzo sull'Adda, 1906.

I principali esempi di liberty in Italia sono visibili a Palermo, Torino, Milano, Napoli, Genova, La Spezia, Bologna, Pescara, Avezzano, Cagliari (Crescentino Caselli), Olbia (Bruno Cipelli, sostenuto dai nobili Colonna di Ponza).

## Il caso di Riga

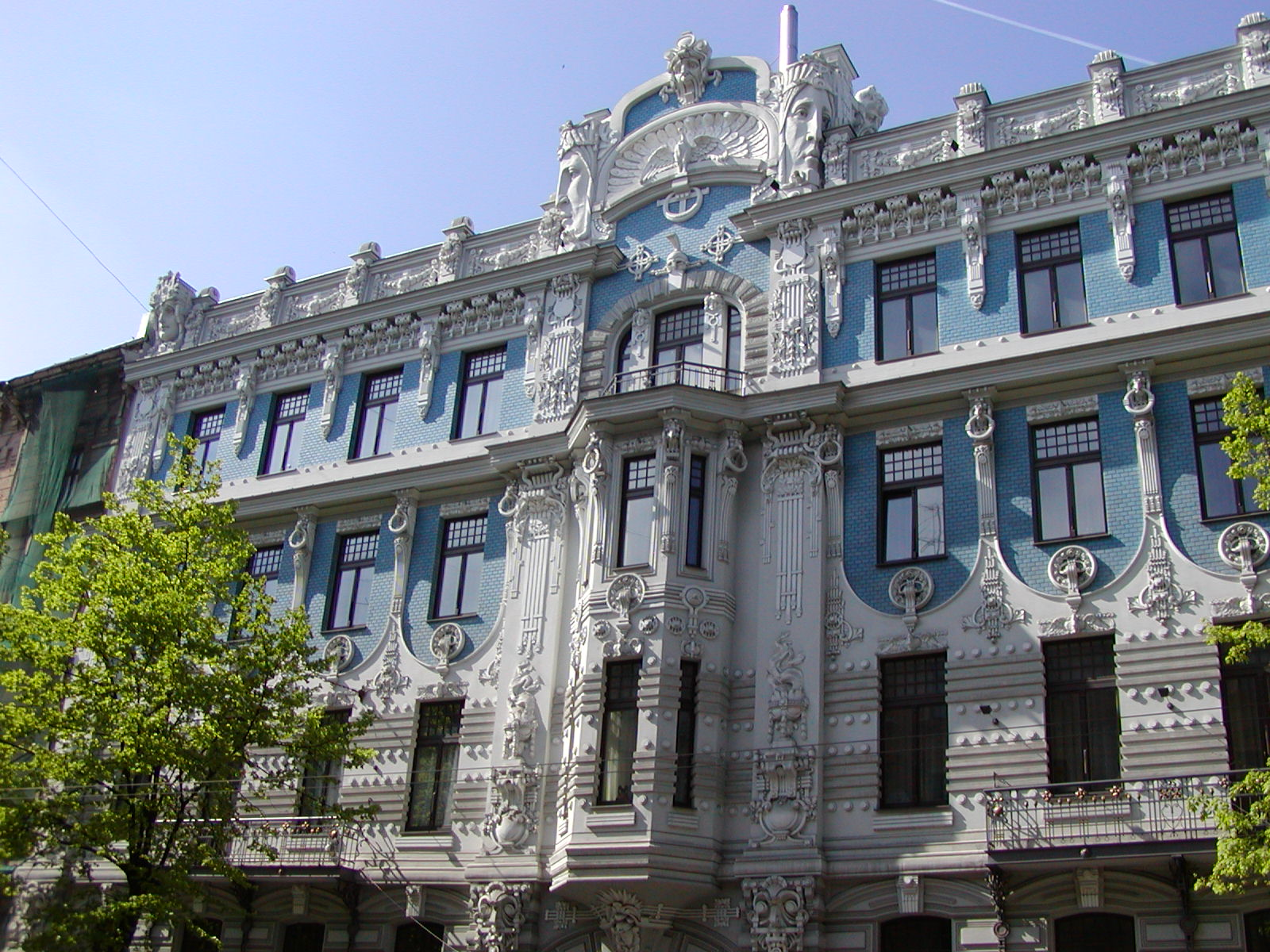
L'ingresso di un palazzo sulla Albert Iela di Michail Ėjzenštejn a Riga.

La città che presenta più edifici in questo stile è Riga, capitale della Lettonia, con oltre 800 edifici, di cui diversi progettati da Michail Ėjzenštejn.

## Riviste moderniste
- L'art moderne, Bruxelles, dal 1881
- Jugend, Monaco di Baviera dal 1896
- Ver Sacrum, Vienna, dal 1898

## Esposizioni
- 1888 Esposizione Universale di Barcellona
- 1889 Esposizione universale di Parigi
- 1897 Esposizione internazionale di Bruxelles
- 1897 Prima Esposizione dell'Art Nouveau a Dresda
- 1900 Esposizione Universale di Parigi, grande successo dell'Art Nouveau
- 1902 Esposizione internazionale d'arte decorativa moderna a Torino

## Galleria d'immagini

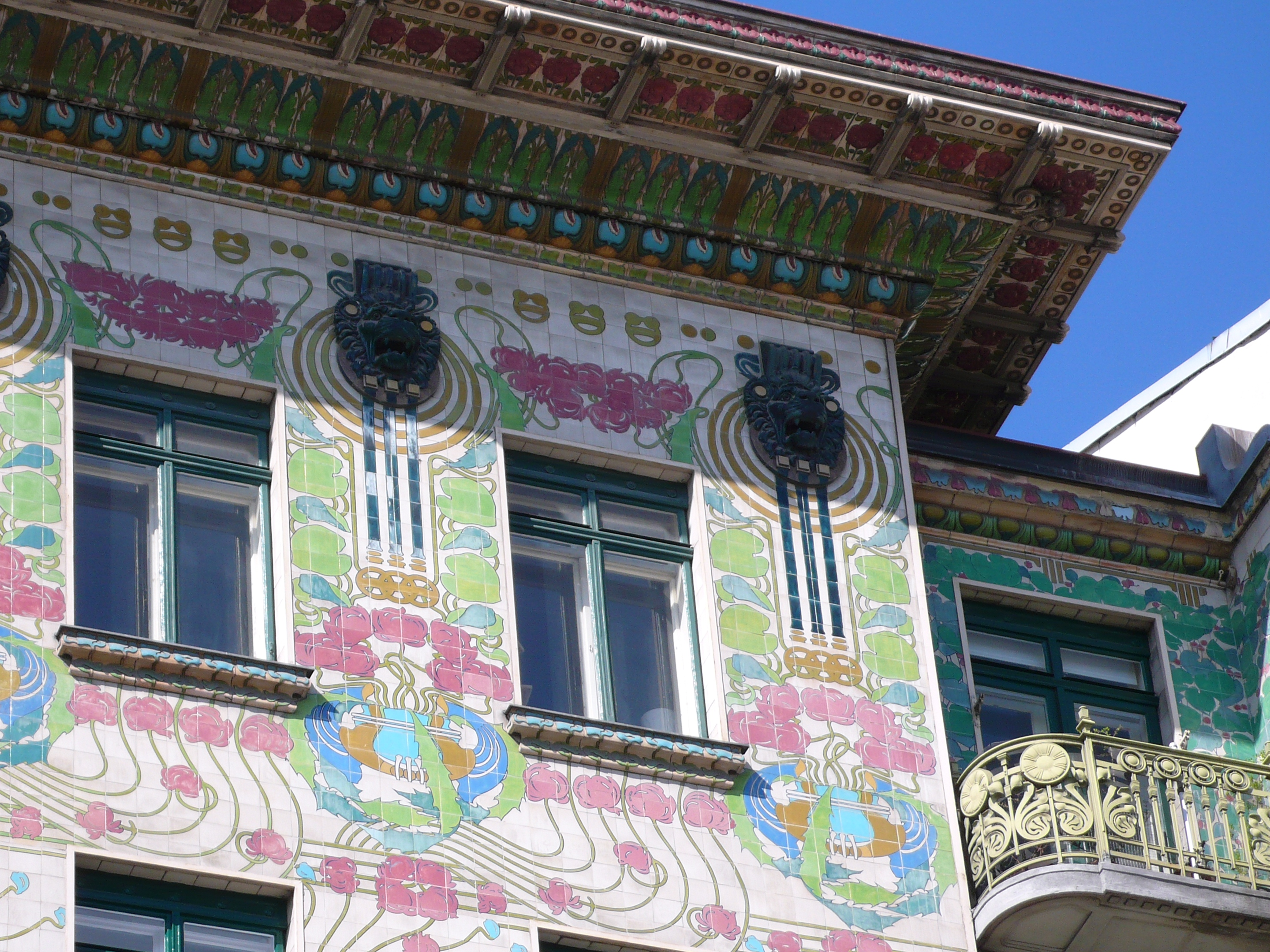
Particolare della Majolikahaus di Otto Wagner a Vienna, (1898).
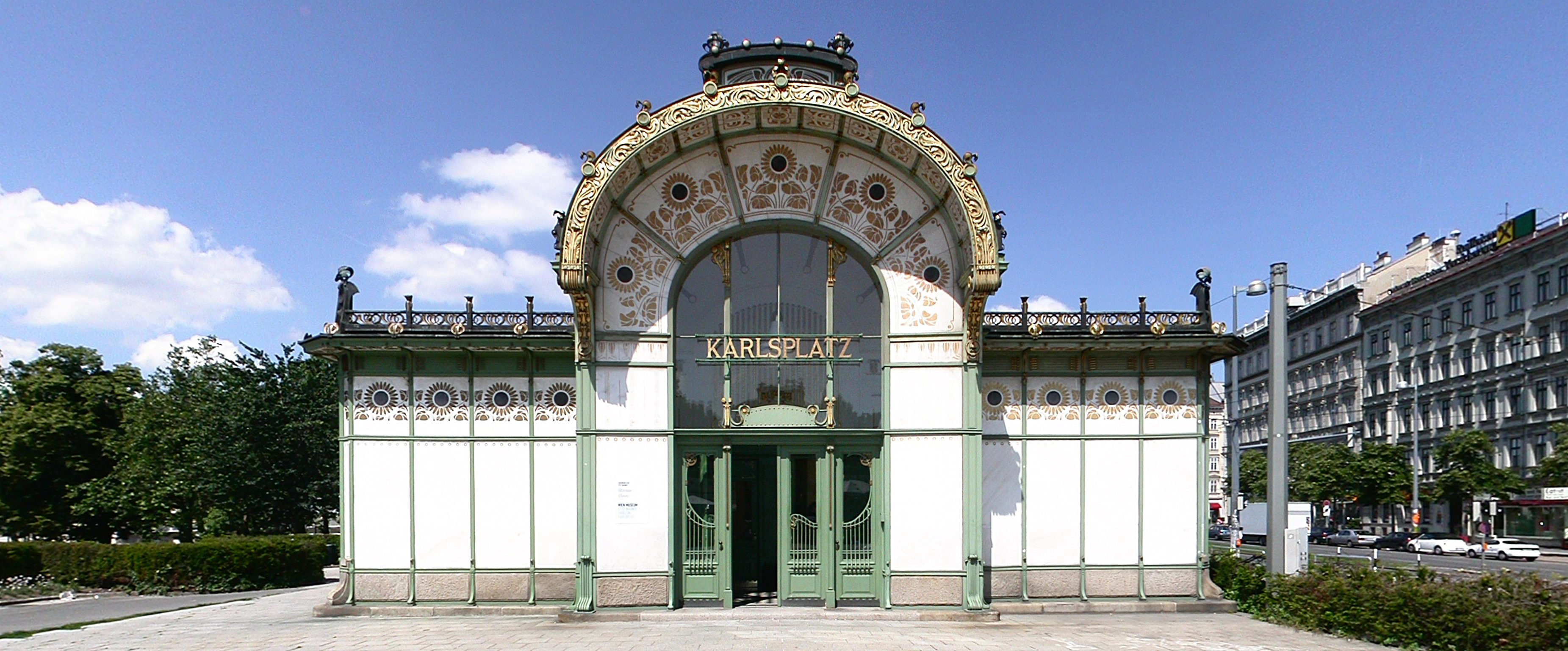
Stazione del Metro sulla Karlsplatz di Otto Wagner a Vienna, 1894-1899.
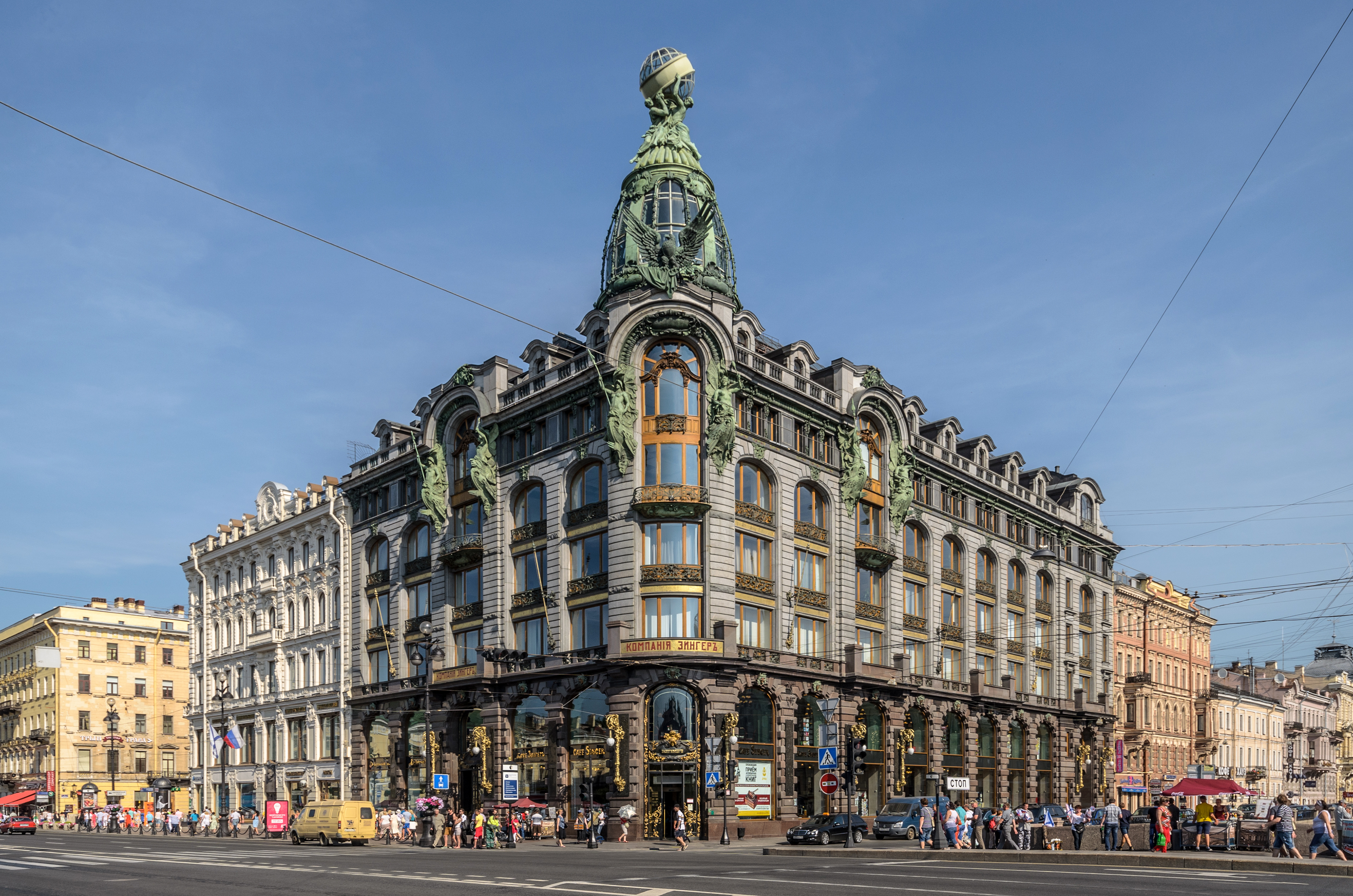
Casa dei libri a San Pietroburgo.
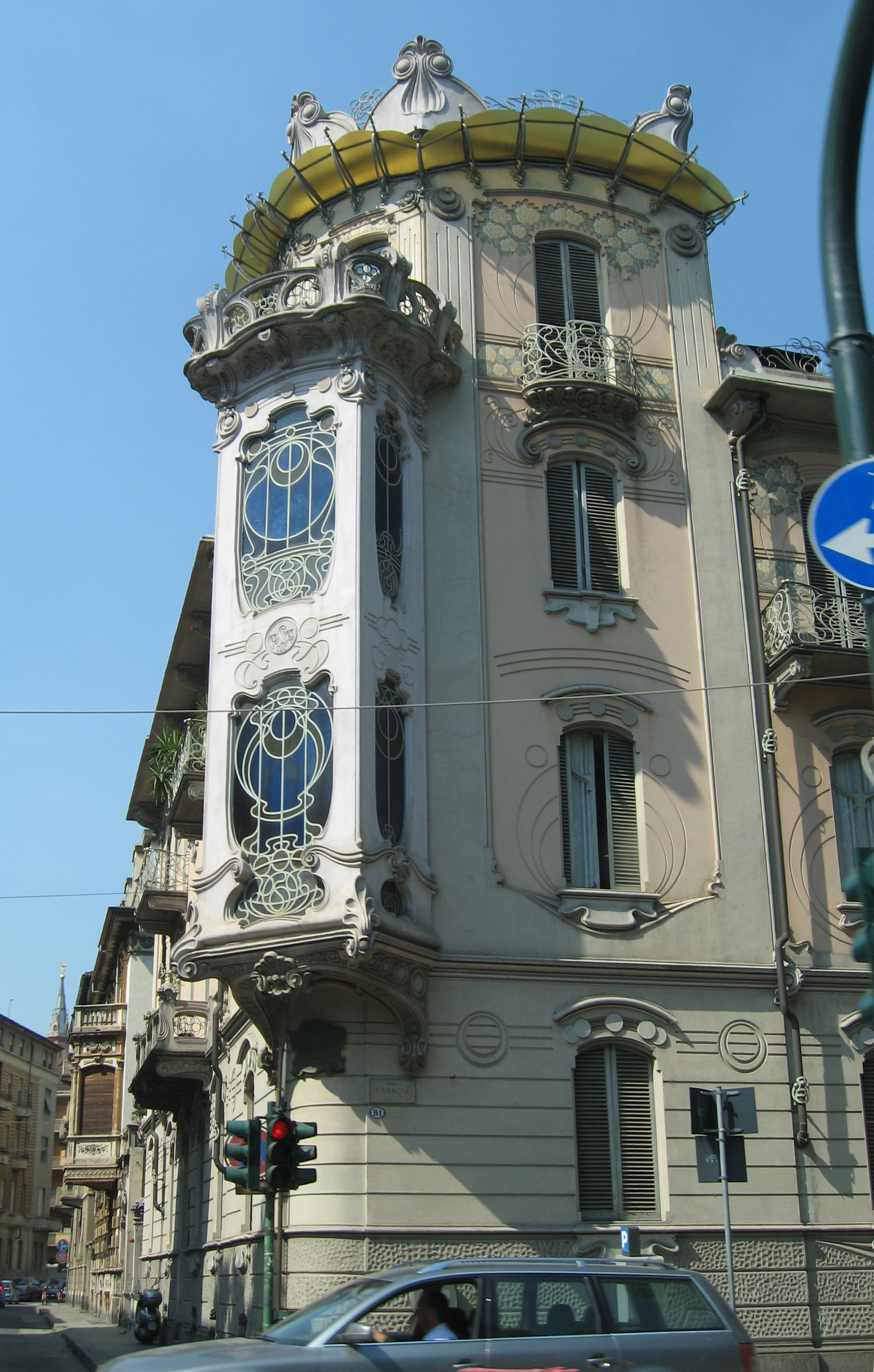
Casa Fenoglio-Lafleur a Torino (1902), di Pietro Fenoglio.
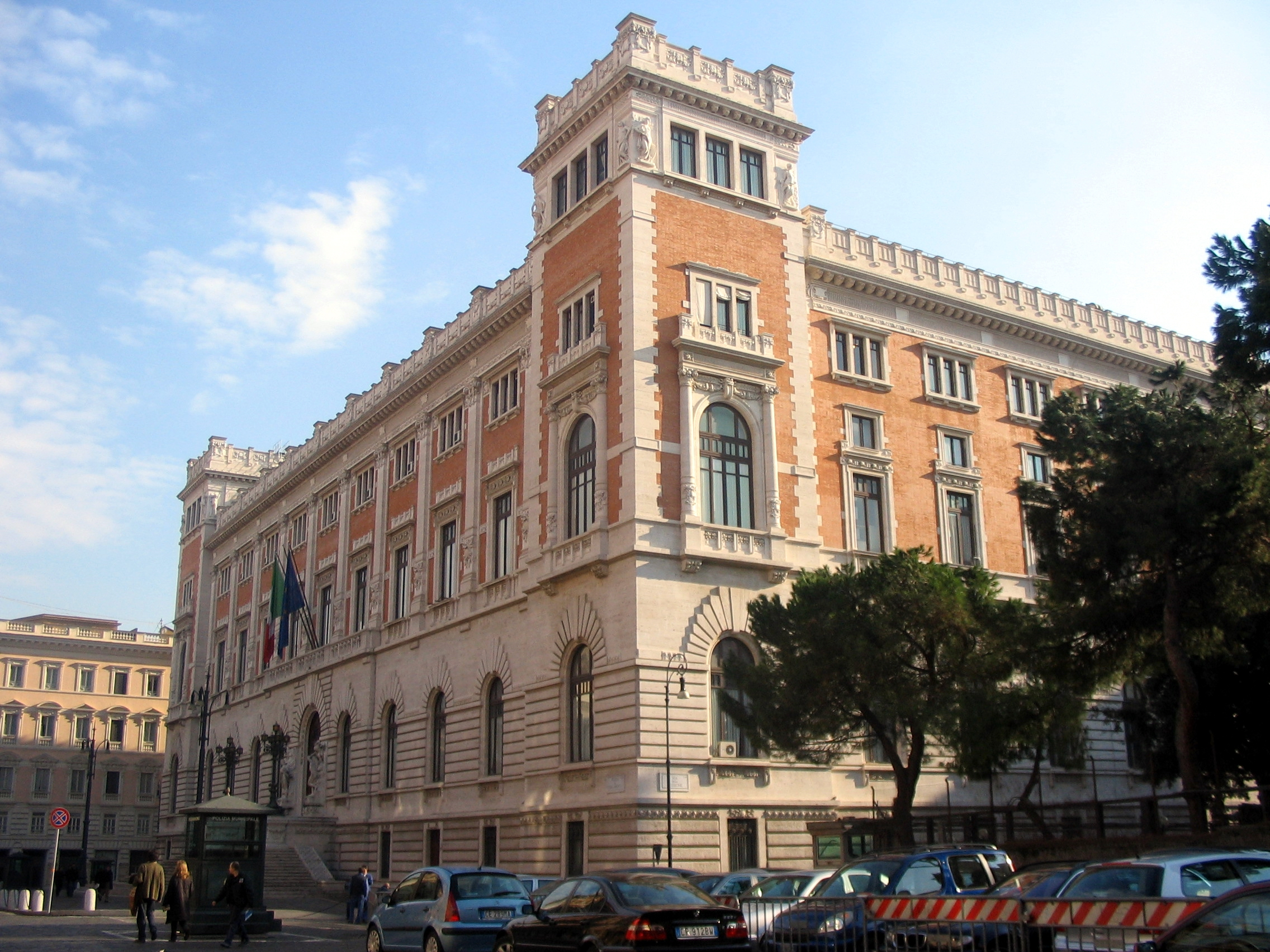
Veduta dell'ala nuova di Montecitorio di Ernesto Basile, Roma, (1918).